# 歌絵
歌絵（うたえ）とは、和歌や物語、有名な故事に登場する器物、自然現象、動植物などを数種類配置することによって、元となった和歌や物語を連想させるように仕向けた意匠のこと。

## 解説
和歌集の装飾としてそれぞれの歌に関係する情景を墨で繊細に描いた「葦手絵」がその起源とされるが、江戸時代も中期に入ると出版が盛んになり、町人にも源氏物語や伊勢物語などの文学作品に親しむものが増えたため、軽妙洒脱なものが喜ばれ一種の判じ物（謎解き）としても好まれた。
例えば、雅楽に用いる鳥兜と火炎太鼓に紅葉を添えたものは、源氏物語「紅葉の賀」で主人公が紅葉の下で鳥兜をかぶる優美な舞青海波を舞った場面を表し、杜若の咲く川辺にいくつも分岐した橋がかかっているものは、伊勢物語「東下りの段」で主人公が杜若の名所で和歌も詠む場面を表現している。
浮世絵などには更に高度な謎解きとして見立て絵というジャンルもあり、同じく有名な故事や物語を扱うが、こちらは屈強な武将や古代の賢人を艶やかな美女に置き換えたり、源氏物語の一場面を江戸時代の風俗に置き換えるなど一見したところで通常の風俗画と区別が付かないのが特徴である。